# 万城目正
万城目 正（まんじょうめ ただし，1905年1月31日—1968年4月25日），日本昭和时期作曲家。本名萬城目侃(读音相同)。

## 生平
万城目正出生在北海道的十胜支厅中川郡幕別村(现幕別町)，中学毕业后上京,在武藏野音乐学校学习，因事暂时返回道内后再次上京,加入松竹乐团,负责许多配乐的作曲和指挥，创作了1938年电影《愛染桂》的主题歌“旅行的夜风”等许多电影音乐,大部分作品由古伦美亚公司发行唱片。长期担任专属作曲家。
战后,他负责电影《微風》的音乐创作,主题歌“苹果之歌”由並木路子演唱，大获成功，在台灣被改編為"南都之夜"（台語）、台灣小調 - 葛蘭 (電影"空中小姐"插曲 1959)、星星愛月亮 - 周聰 + 許艷秋 1961（粵語）、好難相識意中人 - 譚炳文（粵語）、 舊歡如夢 - 譚炳文（粵語）等。此外,他为许多歌曲作曲,包括高峰三枝子、美空雲雀和岛仓千代子的歌。利用从战前开始为许多歌手和演员担任歌唱指导的经验，1957年万城目正在松竹大船摄影所附近开设“万城目正歌谣音乐院”。作为广受欢迎的作曲家,他过着忙碌的生活，每年会两次出去度假,平时喜欢喝酒和打棒球。1968年4月25日逝世，得年63岁，葬在宫城县仙台市龙云院。

## 主要作品
- 「旅之夜風」（旅の夜風／西條八十作詞; 1938年）：電影『愛染桂』的主題歌
- 「愛染夜曲」（西條八十作詞; 1939年）
- 「純情二重奏」（西條八十作詞; 1939年）
- 「純情的丘」（純情の丘／西條八十作詞; 1939年）
- 「愛染草紙」（西條八十作詞; 1940年）
- 「蘋果的歌」（リンゴの唄／佐藤八郎作詞; 1945年）：戰爭結束之後的大熱門歌曲
- 「悲哀的口哨」（悲しき口笛／藤浦洸作詞; 1949年）
- 「東京的孩子」（東京キッド／藤浦洸作詞; 1950年）
- 「熱情的倫巴」（情熱のルンバ／藤浦洸作詞; 1951年）
- 「越過那個山嶺」（あの丘越えて／菊田一夫作詞; 1951年）
- 「哀愁日記」（西條八十作詞; 1954年）
- 「人世的花」（この世の花／西條八十作詞; 1955年）：島倉千代子的初次亮相之曲